# Homolophus tibetanus
Homolophus tibetanus is een hooiwagen uit de familie echte hooiwagens (Phalangiidae).